# Afranthidium poecilodontum
Afranthidium poecilodontum är en biart som först beskrevs av Mavromoustakis 1934.  Afranthidium poecilodontum ingår i släktet Afranthidium och familjen buksamlarbin. Inga underarter finns listade i Catalogue of Life.